# Engelbert Humperdinck
Engelbert Humperdinck (Siegburg, 1º settembre 1854 – Neustrelitz, 27 settembre 1921) è stato un compositore tedesco, esponente del tardo-romanticismo.

## Biografia

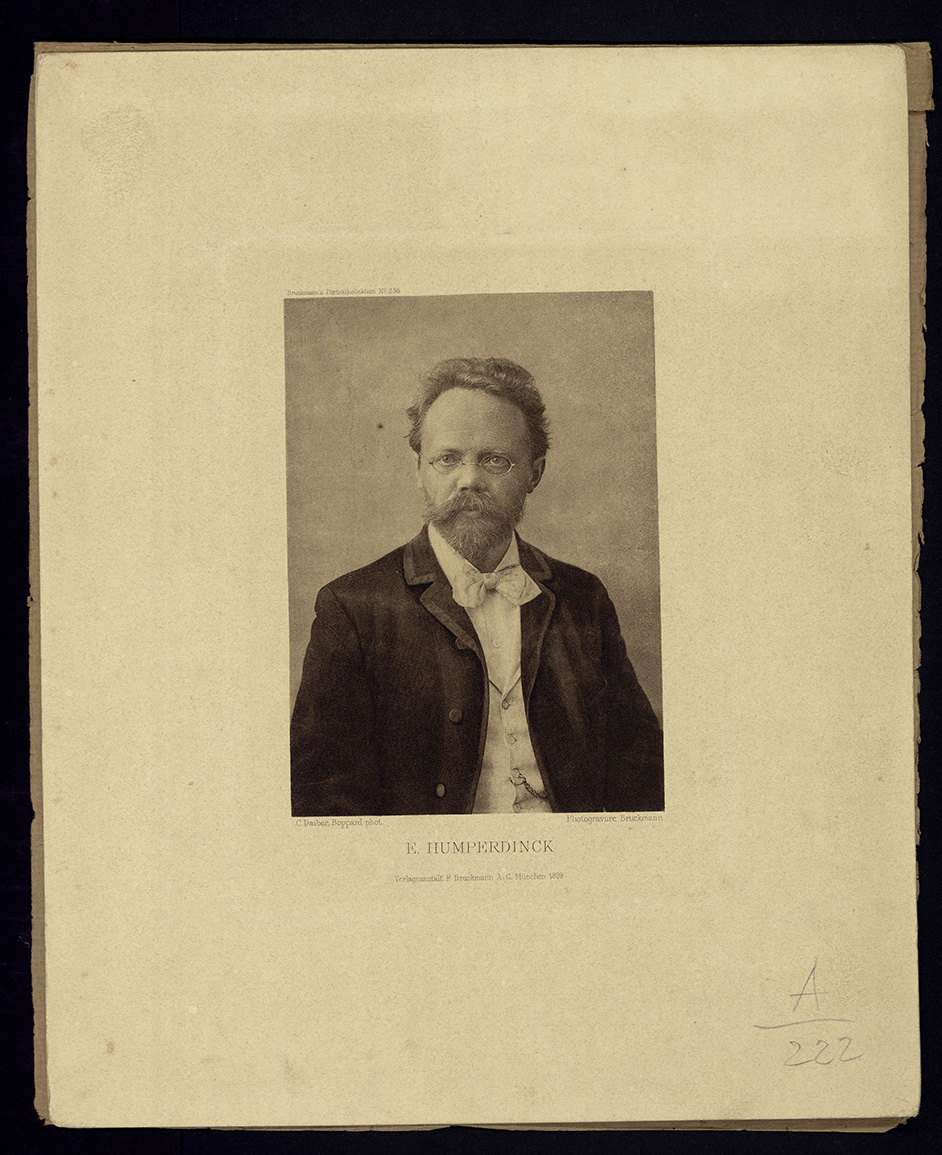
Portrait of Engelbert Humperdinck, composer (1854-1921), 1899.

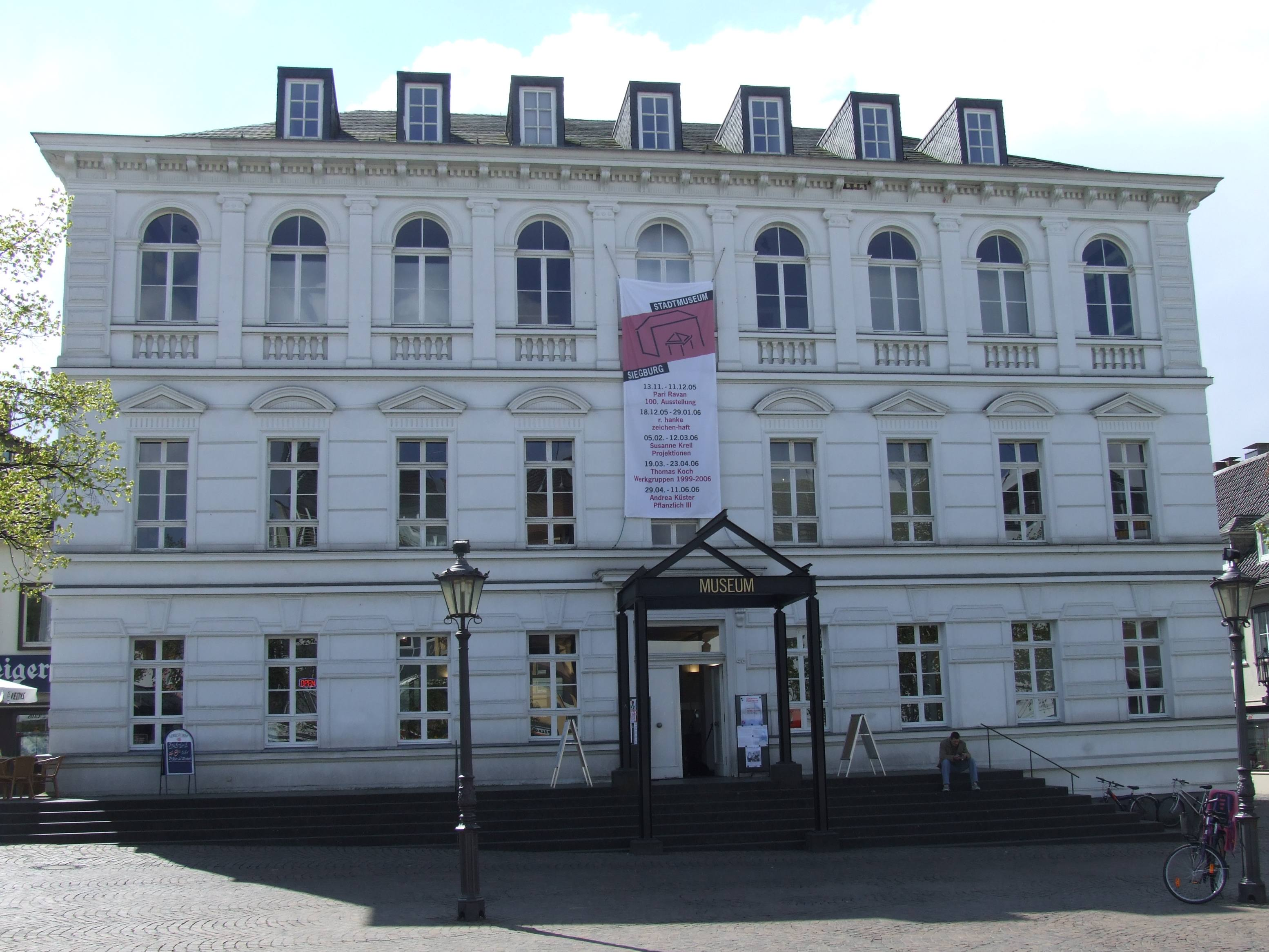
La casa natale di Humperdinck

Humperdinck nacque a Siegburg nel 1854, sua madre era figlia di un direttore di coro mentre suo padre era un insegnante di ginnasio. Dopo la maturità ottenuta a Paderborn studiò dal 1872 musica alla Hochschule für Musik di Colonia. Per un breve periodo lavorò come Maestro di Cappella al Teatro di Colonia. Dopo un litigio con la direzione del teatro andò a Monaco di Baviera, dove continuò gli studi musicali dal 1876. Come studente Humperdinck ebbe molto successo. Nel 1876 vinse il "Premio Mozart" della città di Francoforte sul Meno, nel 1879 gli venne attribuito l'appena costituito "Premio Mendelssohn" della Fondazione Mendelssohn a Berlino e nel 1881, sempre a Berlino, anche il "Premio Meyerbeer". Dal 1880 fino al 1882 fu collaboratore di Richard Wagner a Bayreuth. Dopo la morte di Wagner rimase fino al 1894 attivo come assistente musicale ai Bayreuther Festspiele. Diede lezioni di composizione anche al figlio di Wagner, Siegfried. Nel 1884 Franz Wüllner gli offrì nuovamente un posto di professore al conservatorio di Colonia. Humperdinck accettò l'incarico e fece eseguire per l'occasione nello storico salone delle feste del Gürzenich una sua composizione vocale, la ballata su testo di Heine Die Wallfahrt nach Kevlaar. Alla fine del 1885 divenne insegnante di composizione al conservatorio di Barcellona e dal 1888 lavorò come redattore per la casa editrice B. Schott's Söhne di Magonza. Nel 1890 cominciò ad insegnare al Hoch’sche Konservatorium di Francoforte sul Meno (fino al 1897) e fu critico musicale e responsabile per l'opera del giornale "Frankfurter Zeitung". 
Nel 1897 si trasferì a Boppard e nel 1901 a Berlino, dove tenne la classe di perfezionamento in composizione dal 1900 al 1920 alla Akademie der Künste rimanendo contemporaneamente professore al berlinese Stern’sches Konservatorium, dove ebbe come allievo Alfred Brüggemann. Fu autore di alcuni arrangiamenti di canzoni popolari per il cosiddetto Kaiserliederbuch (libro di canti dell'imperatore), poi pubblicati nel 1906 nel Libro di canti popolari per coro maschile (Volksliederbuch für Männerchor). Nel 1909 fu l'editore di Sang und Klang fürs Kinderherz, eine Sammlung der schönsten Kinderlieder (Suoni e canti per il cuore dei bimbi, una raccolta dei più bei canti per bambini), illustrata da Paul Hey. Humperdinck si recò nel settembre del 1921 a Neustrelitz per vedere le prove e la prima del Freischütz nel locale teatro, spettacolo messo in scena da suo figlio Wolfram. Qui morì improvvisamente per le conseguenze di un colpo apoplettico.
La tomba di Engelbert Humperdinck si trova nel Cimitero Ovest di Stahnsdorf, vicino a Berlino.
La sua opera Hänsel und Gretel, eseguita per la prima volta il 23 dicembre 1893 a Weimar, divenne un successo mondiale e gli garantì fama ed indipendenza economica. La prima rappresentazione assoluta avvenne sotto la guida di Richard Strauss. Alcune delle melodie contenute nell'opera, come per esempio "Brüderchen, komm tanz mit mir", divennero dei veri successi popolari; in altri casi ("Ein Männlein steht im Walde", "Suse liebe Suse, was raschelt im Stroh"), Humperdinck trasformò in pregevoli risultati artistici elementi melodici già conosciuti a livello popolare. Anche nel resto della sua produzione artistica si possono trovare melodie che si ispirano al Volkslied (canto popolare).
Humperdinck scrisse sei opere, ma il suo lavoro comprende anche altre 170 composizioni, documentate dal catalogo ufficiale curato dalla nipote del compositore, Dottoressa Eva Humperdinck: Engelbert-Humperdinck-Werkverzeichnis (EHWV).
Il 9 settembre 2004 le poste tedesche, in occasione del 150º anniversario della sua nascita, lo hanno onorato con un francobollo speciale.

## Composizioni

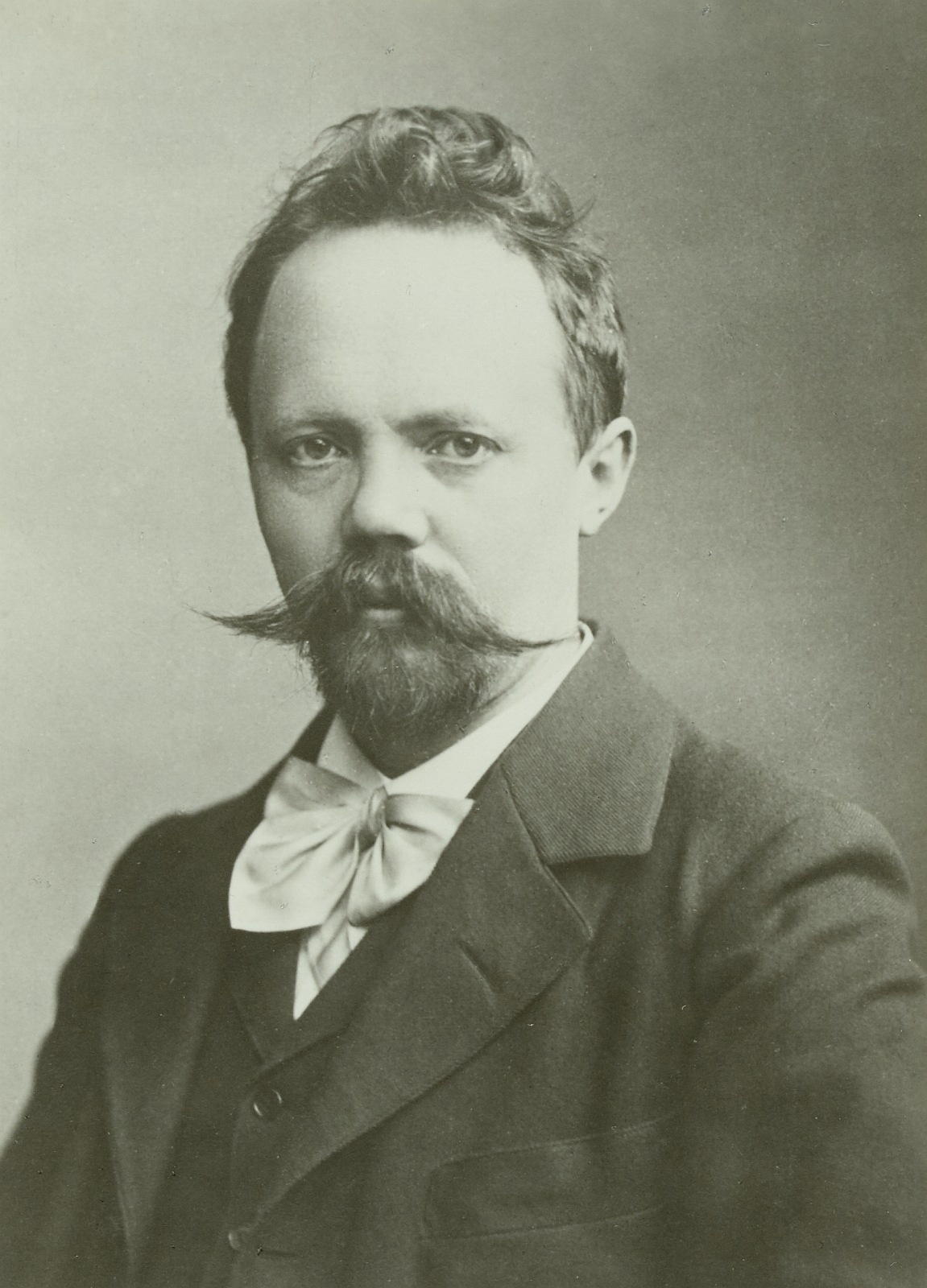
Engelbert Humperdinck

### Opere teatrali
- Harzipere, Musikdrama (1868), EHWV 3
- Perla, Singspiel (1868), EHWV 4
- Claudine von Villa Bella (Goethe), Oper (1868–1872), EHWV 5
- Fedelma (Ernst von Wolzogen), Opernfragment (1883), EHWV 80
- Schneewittchen (Adelheid Wette), Liederspiel (1888), EHWV 9
- Hänsel und Gretel (Adelheid und Hermann Wette), Märchenoper 3 Bilder (1893), EHWV 93
- Die sieben Geislein (Adelheid Wette), Singspiel 1 Akt (1895), EHWV 100
- Dornröschen (Elisabeth B. Ebeling-Filhés), Märchenoper 3 Akte (1902), EHWV 121
- Die Heirat wider Willen (Hedwig Humperdinck nach Alexandre Dumas), kom. Oper 3 Akte (1902–1905), EHWV 130 (Staatsoper Unter den Linden, Berlino 1905 diretta da Richard Strauss con Emmy Destinn)
- Bübchens Weihnachtstraum (Gustav Falke), melodramatisches Krippenspiel (1906), EHWV 136
- Königskinder (Ernst Rosmer) UA 1910 in New York; auf Grundlage des gleichnamigen Melodrams in 3 Akten (1895–1897), EHWV 106
- Das Mirakel (libretto di Karl Vollmöller e Max Reinhardt nach Caesarius von Heisterbach und Maurice Maeterlinck), Mysterienpantomime 2 Akte (1911), EHWV 151
- Die Marketenderin (Robert Misch), Singspiel 2 Aufzüge (1913), EHWV 155
- Christnacht 1914, später Weihnachten im Schützengraben (Ludwig Thoma), Einakter, EHWV 157
- Gaudeamus (Robert Misch), Spieloper (1915–1919 Darmstadt diretta da Erich Kleiber), EHWV 162

### Musiche di scena
- Die Frösche (Aristophanes) (1879–1881), unvollendet EHWV 61
- Der Richter von Zalamea (Calderon) (1883), EHWV 82
- Der Kaufmann von Venedig (William Shakespeare) (1905), EHWV 133
- Das Wintermärchen (William Shakespeare) (1906), EHWV 135
- Der Sturm (William Shakespeare) (1906), EHWV 138
- Was ihr wollt (William Shakespeare) (1907), EHWV 140
- Lysistrata (Aristophanes) (1908), EHWV 141
- Der Blaue Vogel (Maurice Maeterlinck) (1910), EHWV 150

### Composizioni per orchestra
- Die Maurische Rhapsodie
- Humoresque für Orchester in E-Dur
- Shakespeare Suite für Orchester No. 1 und No. 2

### Musica da camera
- Streichquartett No 3 in C-Dur

### Composizioni per voce
- Die Wallfahrt nach Kevlaar (Chorballade nach Heinrich Heine, 1878–1887)
- Das Glück von Edenhall (Chorballade nach Ludwig Uhland, 1879–1883)
- numerosi Lieder per voce e pianoforte